# Ilía Shkurin
Ilía Shkurin (en bielorruso: Ілля Шкурын; en ruso: Илья Шкурин; Vítebsk, Bielorrusia, 17 de agosto de 1999) es un futbolista bielorruso que juega de delantero en el Legia de Varsovia de la Ekstraklasa polaca.

## Trayectoria
Nacido en Vítebsk, capital de la provincia homónima, Shkurin se unió a temprana edad al FC Vitebsk de su ciudad natal, donde fue progresando en las categorías inferiores del club hasta debutar con el primer equipo en la temporada 2017. La falta de minutos ocasionó su traspaso al recién ascendido FC Energetik-BGU Minsk dos años más tarde, donde se convirtió en uno de los pilares del equipo y anotó 19 goles en el campeonato, siendo nombrado máximo goleador de la Liga Premier de Bielorrusia 2019.
El 8 de enero de 2020 Shkurin fue traspasado al FC Dinamo Brest, aunque al día siguiente fue directamente vendido al CSKA Moscú de la Liga Premier de Rusia, con el que firmó un contrato de cuatro años y medio. Se le asignó el dorsal número 99 hasta el final de la temporada 2019-20, debido a las normas de la federación rusa que estipulaban que no podía usar el número 11, ya que había sido utilizado anteriormente por Lucas Santos en un mismo año.
La titularidad absoluta de Fiódor Chálov impidió a Shkurin jugar con mayor regularidad en el equipo moscovita (registró únicamente cinco partidos con el CSKA tras su incorporación), motivando su salida el 9 de julio de 2021 al Dinamo de Kiev de la Liga Premier de Ucrania, en calidad de préstamo hasta final de la temporada. El 27 de febrero de 2022 fue nuevamente cedido, esta vez al Raków Częstochowa de la Ekstraklasa polaca, hasta finales de año. El 5 de septiembre de 2022, se rescindió el contrato de cesión de Shkurin con el Raków y suspendió su contrato con el CSKA de Moscú para la temporada 2022-23, tras acogerse a la normativa de la FIFA relativa a la invasión rusa a Ucrania. Ese mismo día, fichó por el Maccabi Petah-Tikvah de la segunda división de Israel para la temporada 2022-23.
El 5 de julio de 2023, Shkurin regresó a Polonia para jugar como cedido en el Stal Mielec hasta junio de 2024. Terminada su vinculación con el CSKA, el delantero bielorruso firmó un contrato de un año con opción a uno más con el Stal, y se incorporó al equipo de forma permanente el 1 de julio. Con el club del voivodato de Subcarpacia fue nombrado mejor jugador del mes de noviembre de la Ekstraklasa e incluido en el once ideal de la temporada 2023-24.
El 20 de febrero de 2025, Shkurin fichó por el Legia de Varsovia, también de la Ekstraklasa, con un contrato de tres años por un importe estimado de 1,2 millones de euros, convirtiéndose en uno de los fichajes más caros del club legionario.

## Selección nacional
A raíz de las protestas bielorrusas de 2020, Shkurin se negó a jugar con la selección nacional hasta la dimisión del presidente Aleksandr Lukashenko. Anteriormente, Shkurin fue internacional con la selección sub-21 de Bielorrusia.

## Palmarés

### Títulos nacionales
| Título               | Club              | País    | Año  |
| -------------------- | ----------------- | ------- | ---- |
| Copa de Polonia      | Legia de Varsovia | Polonia | 2025 |
| Supercopa de Polonia | Legia de Varsovia | Polonia | 2025 |